# Arcterica nana
Arcterica nana är en ljungväxtart. Arcterica nana ingår i släktet Arcterica och familjen ljungväxter.

## Underarter
Arten delas in i följande underarter:
- A. n. nana
- A. n. oxycoccoides

## Bildgalleri

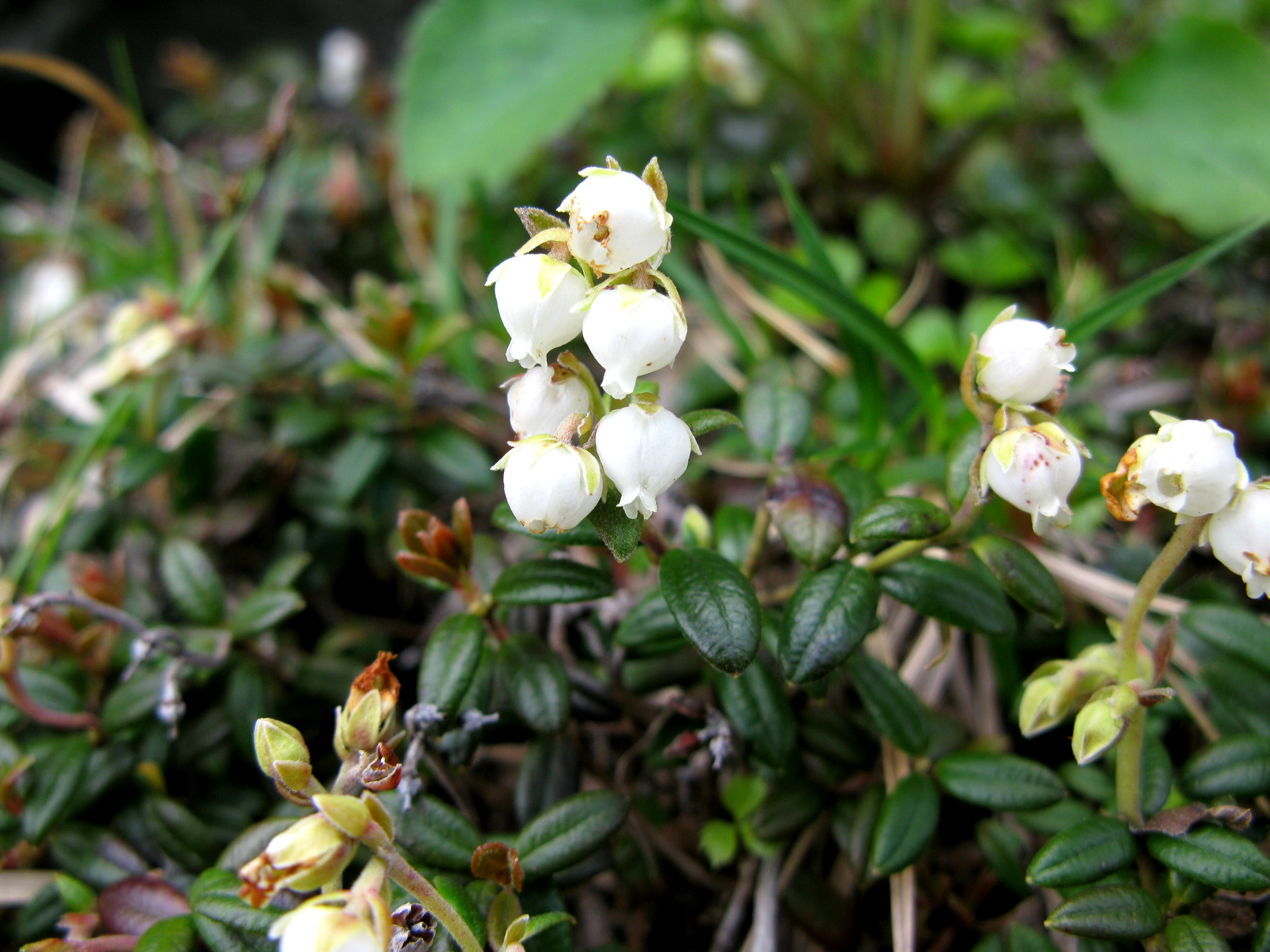
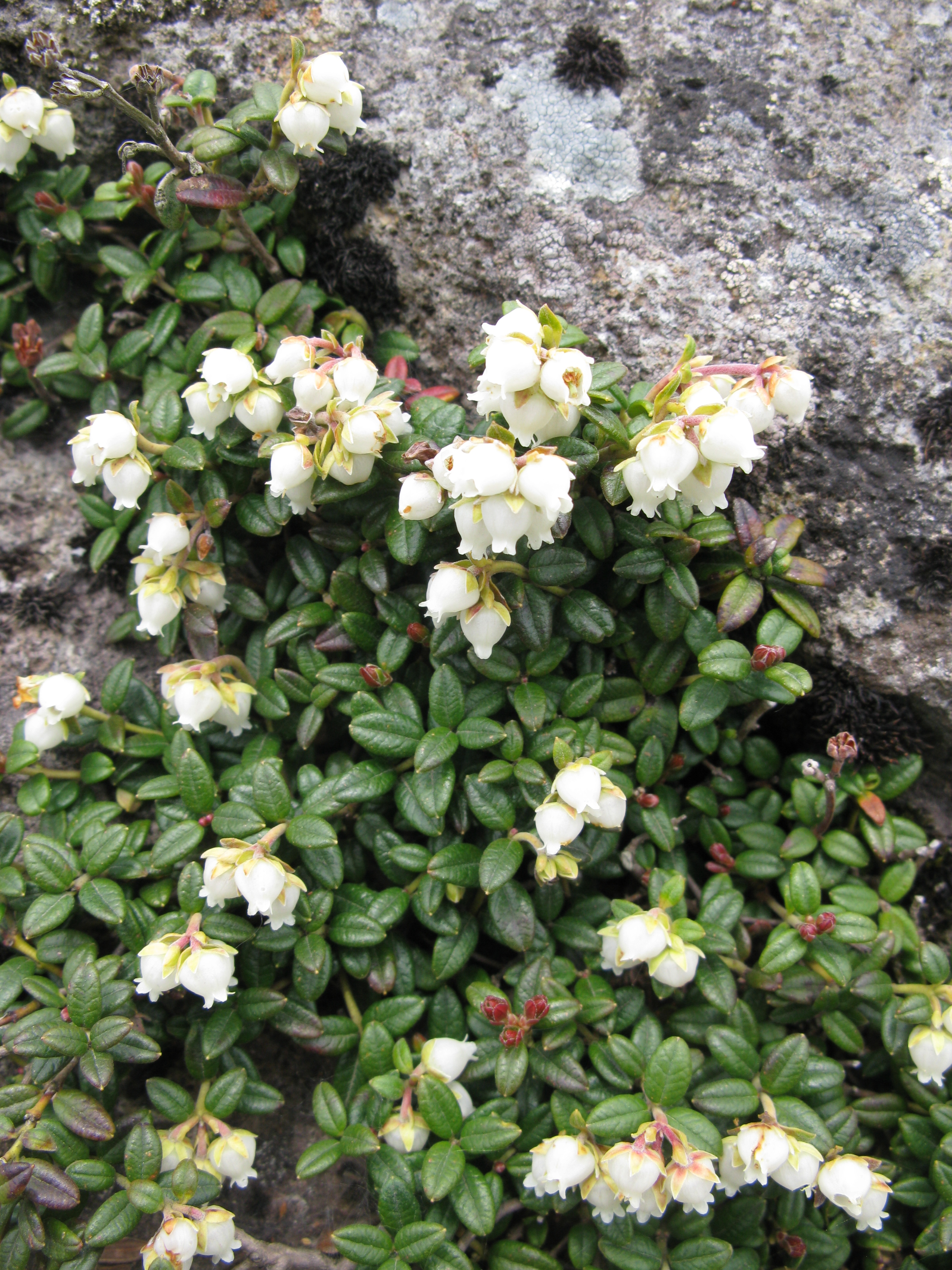
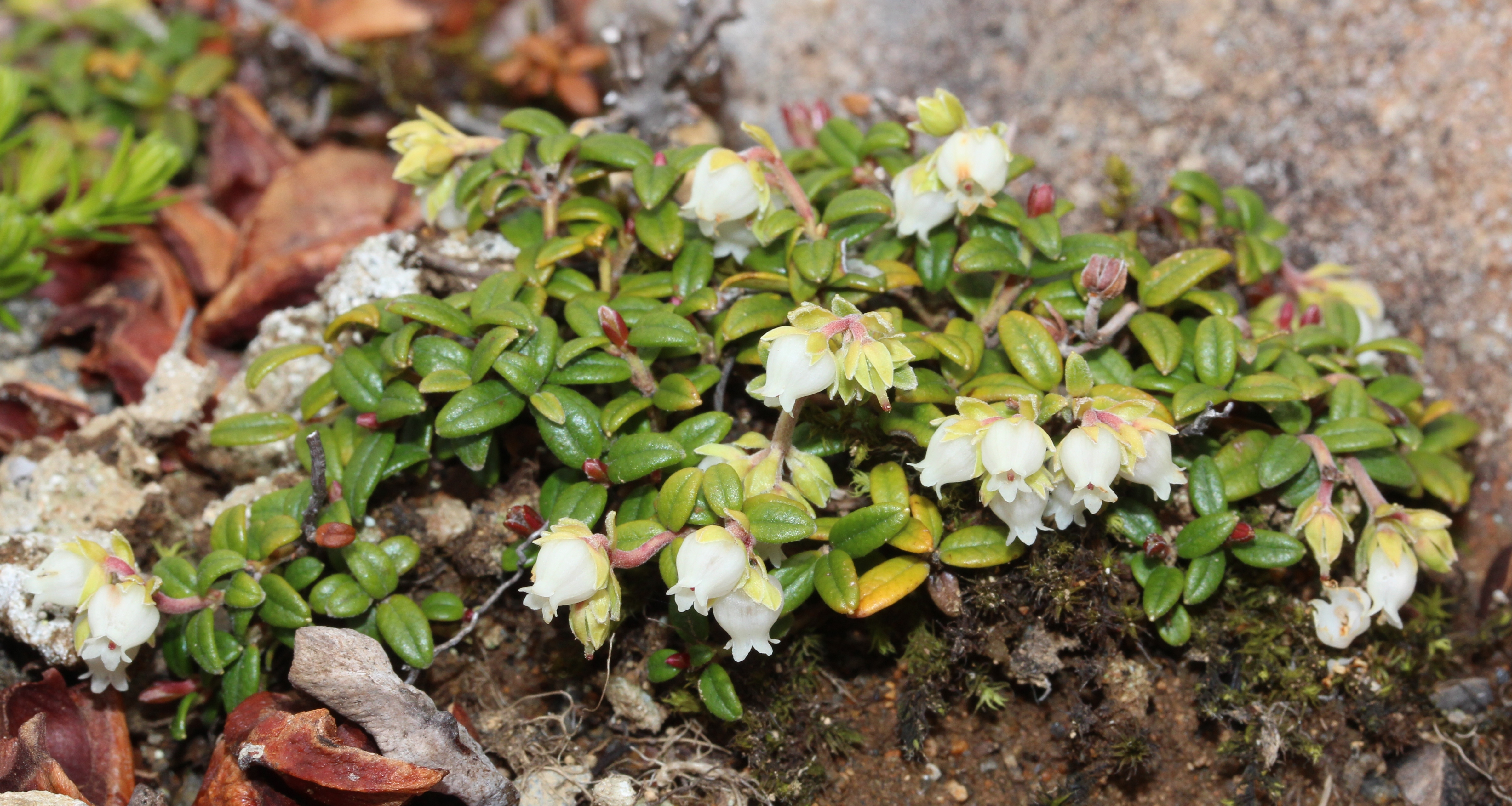
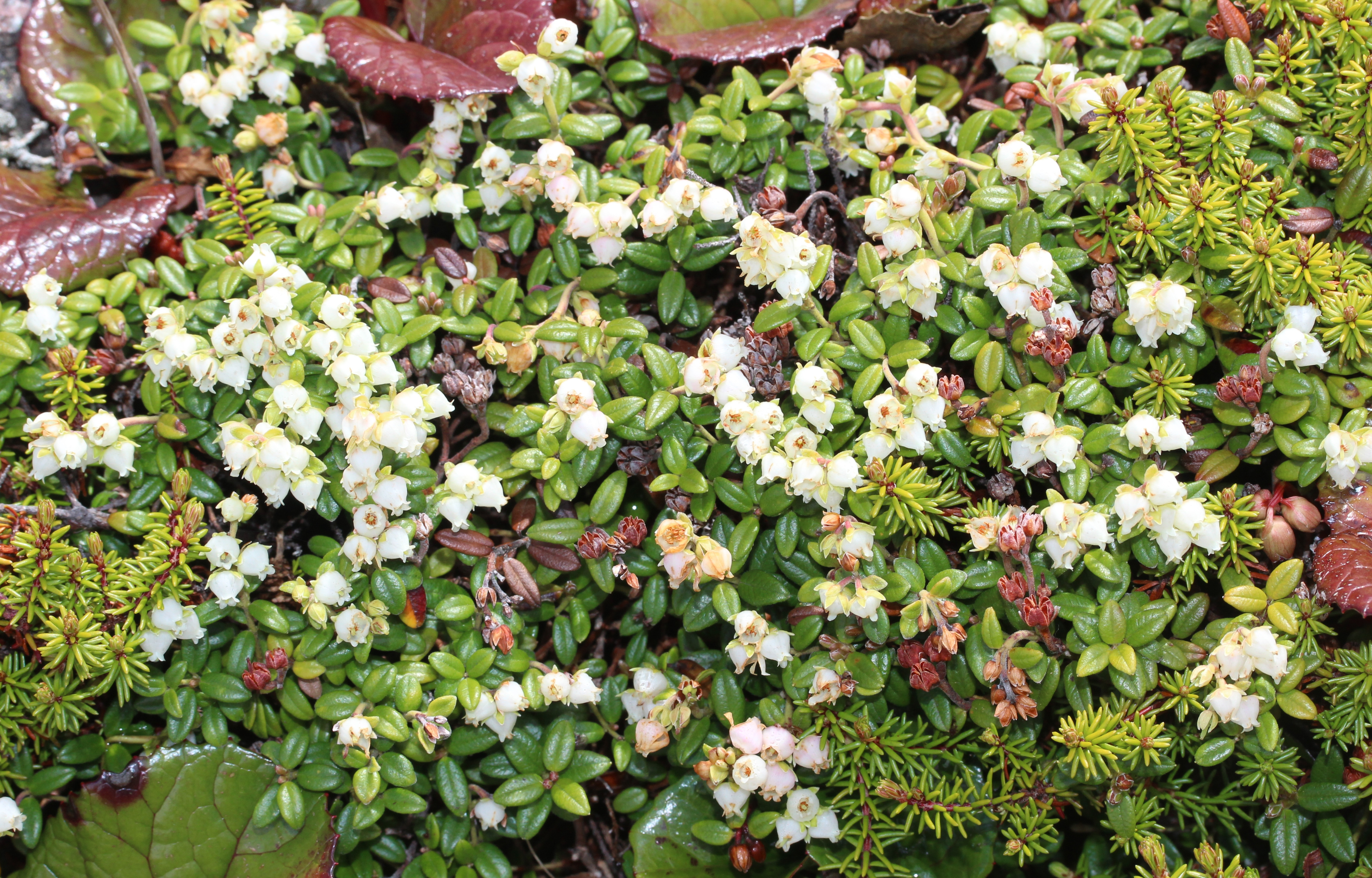
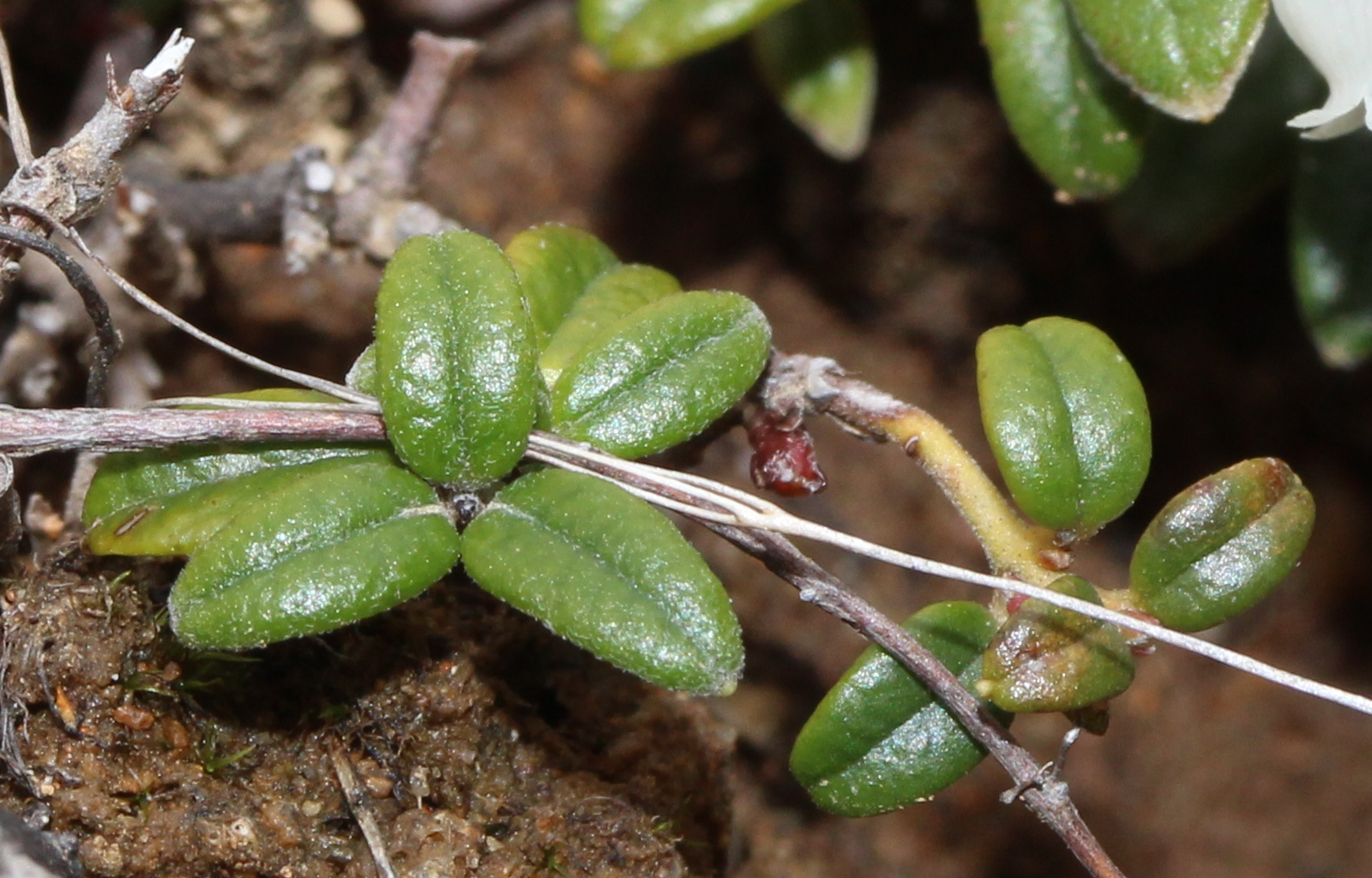
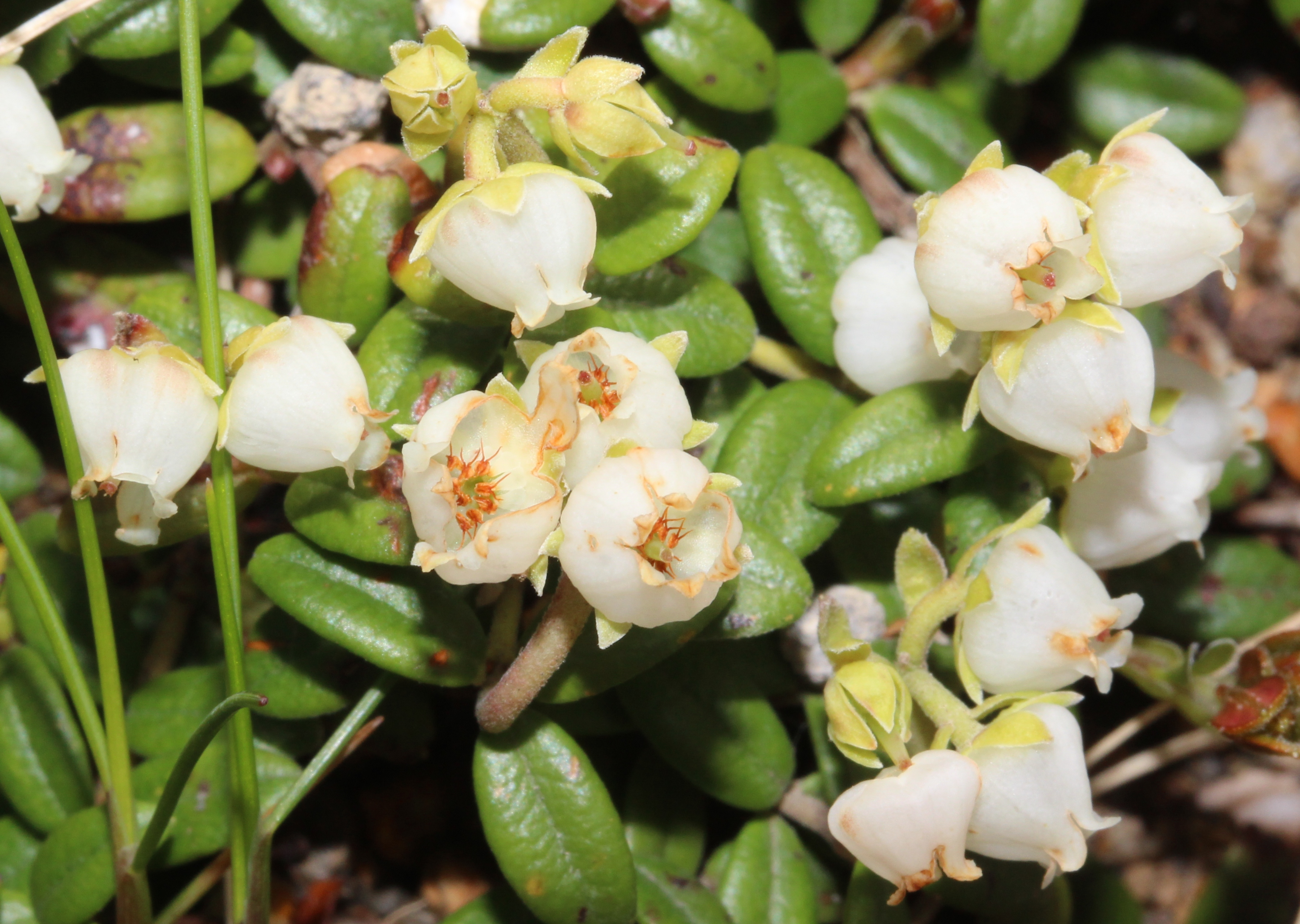